# 穂口雄右
穂口 雄右（ほぐち ゆうすけ、1948年1月24日 - ）は、日本のソングライター・編曲家。東京都出身。日本大学芸術学部中退。
株式会社アムバックスエデュケイト代表取締役会長、株式会社アムバックス音楽出版代表取締役社長、株式会社ミュージックゲート代表取締役社長、日本作詞作曲家協会理事、JASRAC（一般社団法人日本音楽著作権協会）正会員及び元評議員（1995年〜2010年）、BMI（Broadcast Music, Inc.）元会員、JFC（一般社団法人日本作曲家協議会）正会員、ASMAC（American Society of Music Arrangers and Composers）正会員、AFM（American Federation of Musicians）会員。

## 人物・来歴
中学の同期生にせんだみつおがいる。同じクラスになったことはなかったが、家が近所で仲が良かった。14歳の時にウクレレを始め、15歳の時にギターとピアノを始める。1か月ほど音楽教室に通うが、その後は独学で音楽を学ぶ。アマチュア時代は寺尾聰・大野良二とともにバンド「テディーボーイズ」を結成し、ギターを担当。
16歳の時、田中清司が出ている日本劇場の公演に行き、休憩中に袖のピアノで覚えたてのモーニンを一人で弾いたのを見た、ジャニー喜多川に誘われ、ジャニーズのバックバンド「ジャニーズ・ジュニア」にオルガニストとして一時参加。これがプロとしての最初の仕事だったが、穂口は「全くのアマチュア感覚でやっていた」と述べている。
渡辺プロダクションへ所属し、1966年6月に水谷淳（後の水谷公生）、轟健二（後の松崎澄夫、アミューズ元副会長）らと、GSバンド「アウト・キャスト」を結成。本格的にオルガニスト、キーボーディストとしてプロの音楽活動を開始した。1967年秋に「アウト・キャスト」を脱退し、「津々美洋とオールスターズ・ワゴン」に途中から加入。
日本大学芸術学部在学中に編曲家の森岡賢一郎に抜擢され、19歳で当時最年少のスタジオ・ミュージシャンとなり、多くのレコーディングセッションに参加。1967年から1971年にかけて、スタジオミュージシャンとして一万曲以上のレコーディングに参加している。
また水谷公生、武部秀明（元「アダムス」の千原秀明、愛称：チー坊、2002年没）、戸叶京助による洋楽コピーバンド「オールド・グランド・ダッド」を始め、多くのスタジオワーク、及びアレンジャーサポート活動を行った。
1972年、24歳の時にスタジオミュージシャンとしての活動を休止し、作編曲家としての準備期間に入る。1973年から1978年まで、作編曲家として約500曲の作曲・編曲を担当。渡辺プロダクション出身ではあるが宮川泰らのように専属契約ではなかったため他のプロダクションのアーティストにも曲を提供している。
1982年、原宿に音楽学校『プロフェッショナルミュージックスクール AMVOX（アムバックス）』を設立。
2017年、特定非営利活動法人ミュージックプランツ名誉会長就任。後進の育成に励む。
2020年、HIROMI KANDA  3rd Jazz album 『 Seven Elegant Ballads』を米国MusicGate Labelから配信、レコード、CD全世界リリース。
2022年、5月よりAIボーカル による新作品を米国Candyroid Labelより全世界配信リリース。Yunoyama Yunosato Omotenashi, NoCoLi Michi。アーティストCandyroid／キャンディロイド。

### 穂口とキャンディーズ
作曲家に転身して間もないある日、テレビで見た可愛い女の子3人組にヒットの可能性を見出した穂口は、後日久々に会った松崎澄夫にそのことを話し、このような3人組のグループをプロデュースしてはと提案したところ、その3人組を松崎がプロデュースしていたと教えられて驚く。その3人組こそ、当時発足して間もないキャンディーズであった。穂口は松崎の依頼で彼女らのレッスンを担当することになり、曲提供も行うようになった。
作詞、作曲、編曲を担当した代表作「春一番」（1976年 キャンディーズ）は、テレビCMなどで繰り返し放送されている。もともとはアルバムに収録された一楽曲にすぎなかったが、ファンクラブからの意見で後にシングルカットされたという逸話がある。また、1996年12月に発生した「ペルー日本大使公邸占拠事件」では、「ラジオアメリカ」が「春一番」（他に「上を向いて歩こう（SUKIYAKI）」「コンドルは飛んでいく（ペルー民謡）」「ラジオ体操」）を日本語放送して当時人質となっていた者たちを励ました。
その後、「夏が来た!」で事務所が「春一番」の2匹目のドジョウを狙ったことに不信感を抱き、この曲を最後に一度キャンディーズからは離れたが、松崎の依頼を受けて「わな」で復帰（この間、「暑中お見舞い申し上げます」の作曲依頼を受けたが断っている。ただし、B面の「オレンジの海」は穂口の作・編曲である）、グランドフィナーレまでの間、3人を後押しした。
「わな」での3人の成長ぶりに離れていた間でも努力を怠らなかったことを感じ取った穂口は「微笑がえし」のレコーディングにおいて3人に敬意を表し、アイドルではなくミュージシャンとして扱うため、3人にも初見でのレコーディングをさせることを提案する。スタッフにも異論は出ず、3人も完璧な歌唱でこれに応え、レコーディングはあっという間に終了したという。

### 音楽著作権問題の活動
旧態依然の音楽業界に対してインターネット時代の音楽や著作権のあり方について具体的な提言を行う日本音楽著作権協会評議員として十数年間活動した。
テレビ朝日ミュージックの著作権管理の問題点をホームページ上で指摘したところ、記事の削除と金1000万円の損害賠償の支払いを求めて提訴されたことがある。しかしこれは、自作品の出版管理にかかる至極当然な主張であったため、裁判長の勧告によって和解となり、テレビ朝日ミュージックに関する記述は削除された。 なお、ホームページ上で指摘した問題点の詳細については、和解条項により公表できないことになっている。
穂口は、40数年在籍していた日本音楽著作権協会を2012年3月31日付けで退会した。穂口が作詞・作曲した「春一番」と「夏が来た!」は、日本音楽著作権協会の管理下から離れ、穂口自身の管理楽曲となった。穂口は、代表取締役を務める法人のウェブサイトにて「春一番」と「夏が来た!」について引き続き同一条件にての使用許諾を表明したが、一部の音楽配信事業者は「春一番」と「夏が来た!」の音楽配信を停止した。日本放送協会は穂口との年間契約に合意したが、通信カラオケ事業者の大手である第一興商とエクシングは、「春一番」と「夏が来た!」のカラオケ配信を停止した。
穂口が「春一番」と「夏が来た!」の著作権を日本音楽著作権協会の信託から引き上げ、自己管理下に置いたことには理由があった。穂口は、放送局および広告代理店系列の音楽出版社が著作権および著作隣接権（原盤権）を掌握しているという現状の構図に対して、疑義を呈する意思があったからであると述べた。
音楽業界は、この半世紀に至るまで、放送局と一蓮托生の関係にあった。しかし、CD不況のみならず、音楽配信の売り上げもまた低迷するなか、音楽業界にとって命綱ともいうべき存在であった放送局の大衆への影響力が低下したことが、音楽業界をさらに窮地へと追いやった。音楽業界にとって絶頂期であった1998年のレコード生産金額は4924億円。しかし2010年には、それが1874億円にまで減少した。減少率は62%にまで達してしまった。
事態が事ここに至ってもなお、音楽業界は、自らを省みる行動には出なかった。それどころか、キャンディーズの一員であった田中好子の没後、彼女を偲ぶコメントが多く寄せられていたYouTubeの動画を、ソニー・ミュージックエンタテインメントの代理人である日本レコード協会は、ソニー・ミュージックエンタテインメントが保有する著作隣接権（原盤権）を根拠に削除した。穂口はこれらの行為を、YouTubeが提供する「収益化」という機能を利用すれば「著作隣接権者として収益を得ながら、ファンの皆様のために動画を掲載し続ける選択肢もあった」にもかかわらず、「ファンの皆様のコメントもろとも削除するという血も涙もない行動を、たかだか自分達の金銭的利益のために行った」として、「レコード協会の行動は著作権法の立法の精神を踏みにじる暴挙」と批判した。
なお、「春一番」のカラオケ配信は、「当初の目的を達成した」として穂口が2015年初めに著作権を米BMI経由で日本音楽著作権協会の管理に戻したことにより再開している。

### TUBEFIRE裁判
穂口は、「春一番」と「夏が来た!」の著作隣接権（原盤権）を保有するソニー・ミュージックエンタテインメントと始めとする日本レコード協会の31社から、約2億3000万円もの賠償金を求められ提訴された。穂口は、訴訟を通じて原告らの弁護団の主張を聞き、「かなりいい加減な裁判」との見方を示した。
裁判は、2014年12月17日に和解が成立。和解内容はレコード会社側が損害賠償請求を放棄するかわりに、ミュージックゲート側はサービスを再開しないことで双方合意。高額の著作権裁判で損害賠償が０円になることは前代未聞だが、これはTUBEFIREが設置していた「著作権保護システム」が有効に機能し、レコード会社が主張した10000ファイルのうち、実際には121ファイルだけに侵害の可能性があることを裁判所が認めた結果である。なお、ミュージックゲート側も和解条項の中で121ファイルについての侵害の可能性を認めている。

## 参加バンド
- ジャニーズ・ジュニア
- アウト・キャスト
- 津々美洋とオールスターズ・ワゴン
- 猪俣猛とサウンドリミテッド
- ピープル（ジャニーズ時代の盟友・田中清司も参加）
バンドと言っても、スタジオ・ミュージシャンたちが集ってシングルを一枚レコーディングしただけの活動。
- 稲垣次郎とソウル・メディア （同じく田中清司も参加）

## 手掛けた曲・作品

### 世界配信
- 2022.7.14 「Good Life Blues」Candyroid-Ishtar（作詞／作曲／編曲）Candyroid Label USA.
- 2022.5.23 「のこり道」（NoCoLi Michi）Candyroid-Astarte（作詞／作曲／編曲）Candyroid Label USA.
- 2022.5.3 「湯の山湯の里おもてなし」（Yunoyama Yunosato Omotenashi）Candyroid-Shala（作詞／作曲／編曲）Candyroid Label USA.
- 2020.2.1 「Seven Elegant Ballads」Hiromi Kanda Musicgate Label USA.

### 歌謡曲
- RCサクセション
  - 「ぼくの好きな先生」（編曲）

- あいざき進也
  - 「気になる17才」（作曲／編曲）
  - 「シンデレラは6月生まれ」（作曲／編曲）
  - 「君におくる愛のメロディー」（作曲／編曲）
  - 「PEAK」（作曲／編曲）

- 相本久美子
  - 「聞きたいことがあるの」（作曲／編曲） ※近藤久美子名義
  - 「チャイナタウンでよろめいて」（作曲）
  - 「あの日、雨が降らなければ…」（作曲）
  - 「お熱いのはお好き？」（作曲）
  - 「飛んで火にいる夏の恋」（作曲）
  - 「揺れながらハーバーライト」（作曲／編曲）
  - 「そして…ひとり」（作曲／編曲）
  - 「夏☆なのにＩ LOVE YOU」（作曲／編曲）
  - 「あなたの海からラブレター」（作曲／編曲）

- アグネス・チャン
  - 「ポケットいっぱいの秘密」（作曲）
  - 「アップル・パイのラブレター」（作曲）
  - 「雨模様」（作曲）

- 天地真理
  - 「木枯らしの舗道」（編曲）

- アン・ルイス
  - 「ラスト・シーン」（作曲／編曲）

- 池田ひろ子
  - 「恋のABC」（作曲／編曲）

- 石川ひとみ
  - 「ためらい」（作曲）
  - 「Kiss me please」（作曲／編曲）
  - 「ひとりごと」（作曲／編曲）

- 石野真子
  - 「失恋記念日」（作曲／編曲）

- 伊丹サチオ
  - 「涙」（作曲／編曲）

- 岩崎宏美
  - 「二十才前」（作曲／編曲）

- 神田広美
  - 「人見知り」（作曲／編曲）
  - 「哀しみ予報」（作曲／編曲）
  - 「ジャスミンアフタヌーン」（作曲／編曲）
  - 「約束」（作曲） ※野原理香名義。
  - 「帰る日」（作詞／作曲／編曲） ※岸田采子名義。

- キャンディーズ
  - 「そよ風のくちづけ」（編曲）
  - 「桜草のかなしみ」（編曲）
  - 「なみだの季節」（作曲／編曲）
  - 「迷える羊」（作曲／編曲）
  - 「年下の男の子」（作曲／編曲）
  - 「私だけの悲しみ」（作曲／編曲）
  - 「内気なあいつ」（作曲／編曲）
  - 「恋の病気」（作曲／編曲）
  - 「その気にさせないで」（作曲／編曲）
  - 「一枚のガラス」（作曲）
  - 「春一番」（作詞／作曲／編曲）
  - 「夏が来た!」（作詞／作曲／編曲）
  - 「わな」（作曲／編曲）
  - 「100％ピュア・レディ」（作曲／編曲）
  - 「微笑がえし」（作曲／編曲）
  - 「かーてん・こーる」（作曲／編曲）
  - その他アルバムのみ収録曲多数

- 香坂みゆき
  - 「愛の芽ばえ」（作曲／編曲）

- 郷ひろみ・樹木希林
  - 「林檎殺人事件」（作曲／編曲。TBS系テレビドラマ「ムー一族」挿入歌）

- 西城秀樹
  - 「熱いまなざし」（作曲／編曲。アルバム『愛と情熱の青春』B面M5に収録）

- 桜田淳子
  - 「もう一度だけふり向いて」（作曲）

- 朱里エイコ
  - 「あいつ」（作曲／編曲）
  - 「いい時とわるい時」（作曲／編曲）
  - 「あなたの勝ちだわ」（編曲）

- 鈴江真里
  - 「Yes or No」（作曲／編曲）
  - 「あんたの子守唄」（作曲／編曲）

- 太川陽介
  - 「陽だまりの中で」（作曲／編曲）
  - 「南風」（作曲）
  - 「青春白書」（作曲／編曲）

- 中野知子
  - 「ブラックホール」（作曲／編曲）
  - 「It's Cloudy」（作曲）
  - 「Play Me」（作曲）

- 林寛子
  - 「素敵なラブリーボーイ」（作曲／編曲）
  - 「カモン・ベイビー」（作曲）

- 日高のり子
  - 「イエスorノー」（作曲）

- フィーバー
  - 「ユー・アー・セクシー」（作曲／編曲）
  - 「暗くなるまで待てないわ」（作曲／編曲）
  - 「熱い気分のさめないうちに」（作曲）
  - 「ギブ・ミー・ア・チャンス」（作曲）

- BIBI
  - 「スカイ・ピクニック」（作曲／編曲）
  - 「レインボー・シャワー」（作曲／編曲）
  - 「赤い傘」（作曲／編曲）
  - 「MAY BE」（作曲／編曲）
  - 「悲しきサーファー」（作曲／編曲）
  - 「ミスター・ドラキュラ」（作曲／編曲）

- 山口百恵
  - 「夏ひらく青春」（編曲）
  - アルバム「16才のテーマ」（作曲／編曲。東宝映画『潮騒』主題歌など）

- 山野さと子
  - 「年下マイボーイ」（作曲。日生ファミリースペシャル アニメ『二死満塁』オープニングテーマ）
  - 「夕陽のメロディー」（作曲。日生ファミリースペシャル アニメ『二死満塁』エンディングテーマ）

### 映画音楽
- 潮騒 (1975年の映画)

### CMソング
- 伊藤園 -『春一番』
- 日本通運 -『微笑がえし』
- 佐川急便 -『年下の男の子』
- 沖縄セルラー電話 -『春一番』
- トヨタ自動車 -『春一番』
- サントリー -『微笑がえし』、『春一番』
- ハウスメイト -『春一番』
- JR東日本 -『春一番』
- McDonald's マックフルーリーキットカットストロベリー - 『春一番』
- 三菱のデリカミニ - 『年下の男の子』

## アウト・キャスト
1966年
- 穂口雄右：オルガン
- 轟健二（後の松崎澄夫）：ボーカル
- 水谷淳（後の水谷公生）：リード・ギター
- 片桐周一：リズム・ギター
- 大野良二：ベース
- 中沢啓光：ドラムス

1966年 - 1967年夏
- 穂口雄右：オルガン
- 轟健二：ボーカル
- 水谷淳（水谷公生）：リード・ギター
- 藤田浩一：リズム・ギター
- 大野良二：ベース
- 中沢啓光：ドラムス

1967年夏 - 1967年秋
- 穂口雄右：オルガン
- 轟健二：ボーカル
- 水谷淳（水谷公生）：ギター
- 大野良二：ベース
- 中沢啓光：ドラムス

### ディスコグラフィ
シングル
- 「友達になろう　c/w　気ままなシェリー」 （1967年1月25日）
- 「愛することは誰でもできる　c/w　電話でいいから」 （1967年4月10日）
- 「レッツ・ゴー・オン・ザ・ビーチ　c/w　エンピツが一本」 （1967年7月10日）
- 「一日だけの恋　c/w　僕のそばから」 （1967年10月15日）

アルバム
- 「君も僕も友達になろう」 （1967年11月10日）